# Otto Schulze (Jurist)
Otto Schulze (* 30. Mai 1880 in Köthen (Anhalt); † 17. August 1934 in Dessau) war ein deutscher Verwaltungsjurist.

## Leben
Als Sohn eines Köthener Verlagsbuchhändlers studierte Schulze zunächst an der Christian-Albrechts-Universität zu Kiel Rechtswissenschaft. Er wurde 1898 im Corps Saxonia Kiel recipiert und bewährte sich als Subsenior. Er wechselte an die Hessische Ludwigs-Universität und wurde am 23. Oktober 1899 auch im befreundeten Corps Hassia Gießen aktiv. Dort zeichnete er sich als Consenior aus. 1904 wurde er an der Universität Leipzig zum Dr. iur. promoviert. Er war Regierungsrat bei der Regierung in Köslin. 1917 zunächst kommissarisch und im April 1918 endgültig wurde er zum Landrat im Kreis Bütow ernannt. Nach dem Kapp-Putsch wurde er am 21. Mai 1920 beurlaubt. 1920 wurde er in Ziebigk (Dessau-Roßlau) zum Geheimen Hofkammerrat ernannt. Mit Hans Knappertsbusch übernahm er am 24. Februar 1920 die provisorische Intendanz des Anhaltischen Hoftheaters. Als Verwalter der Kunststiftung des ehemaligen Anhaltischen Herzogshauses wurde er 1925 auch in Dessau zum Geheimen Hofkammerrat des Herzogs von Anhalt (Joachim Ernst von Anhalt) ernannt.
Verheiratet war er seit 1912 mit Agnes geb. Trautmann. Er wurde 54 Jahre alt.